# Ted Cruz
Rafael Edward "Ted" Cruz (Calgary, Alberta, Canadà, 22 de desembre de 1970) és un polític estatunidenc, membre del Partit Republicà, senador de Texas al Senat dels Estats Units des de 2013. Va ser candidat a la nominació republicana a la presidència dels Estats Units per a les eleccions presidencials del 2016. Està casat amb Heidi Cruz i te dues filles.
Cruz es va graduar de la Universitat de Princeton el 1992, i de Harvard Law School el 1995. Entre 1999 i 2003, Cruz va ser el director de l'Oficina de la Planificació de Polítiques de la Comissió Federal de Comerç, fiscal general associat del Departament de Justícia dels Estats Units, i conseller de política interior del president George W. Bush durant la campanya presidencial de George W. Bush de 2000. Va ser advocat general de Texas de 2003 a 2008, designat pel Fiscal General de Texas Greg Abbott. Va ser el primer advocat general d'origen llatinoamericà de Texas, i el que més va romandre en funcions. De 2004 a 2008 Cruz va ser també professor adjunt de llei de l'Escola de Lleis de la Universitat de Texas a Austin on va impartir cursos sobre litigis de la Suprema Cort de Justícia.
Cruz es va postular per a senador el 2012, guanyant Paul Sadler i convertint-se en el primer senador texà d'origen llatinoamericà i és un dels tres senadors d'ascendència cubana. Cruz dirigeix el Subcomitè Judicial de Vigilància, Drets Federals i Activitats de les Agències del Senat així com el Subcomitè de l'Espai, la Ciència i la Competitivitat del Senat. El novembre de 2012 va ser designat vice-director del Comitè Nacional Senatorial Republicà.
Cruz va començar la seva campanya per a aconseguir la nominació republicana per a les eleccions presidencials des de març del 2015. Durant la seva campanya, el seu suport va venir principalment dels conservadors socials, tot i que ha aconseguit suport d'altres faccions del partit.